# FCM Bacău
El FCM Bacău fue un club de fútbol rumano de la ciudad de Bacău, fundado en 1950. El equipo disputaba sus partidos como local en el Stadionul Municipal y jugaba en la Liga IV hasta su desaparición en 2020.

## Historia
Durante su historia el club ha adoptado diferentes denominaciones. Estas son las siguientes:
- 1950-1971: Dinamo Bacău
- 1971-1990: Sport Club Bacău
- 1990-1992: Fotbal Club Consart Bacău
- 1992-1996: Fotbal Club Selena Bacău
- 1996-1997: Asociația Sportivă Bacău
- 1997-presente: Fotbal Club Municipal Bacău

El club fue fundado en 1950 y logró su mejor puesto en la temporada 1972/73, cuando finalizó en cuarta posición, mientras que en la temporada 1996/97 finalizó quinto. En 2001 el FCM Bacău descendió a Liga II.
Los aficionados del FCM Bacău, apoyados por Sergiu Sechelariu (hermano de Dumitru y dueño del FCM 1950 Bacău), iniciaron una colaboración con Gauss Bacău (del anterior SC Bacău) en 2017, la cual cayó en el verano de 2018 luego de un año de inactividad. Los aficionados (apoyados de nuevo por Sergiu Sechelariu) crearon al ASS FCM 1950 Bacău como equipo en la Liga IV, pero sería disuelto al finalizar la temporada 2019–20.

## Jugadores

### Jugadores destacados

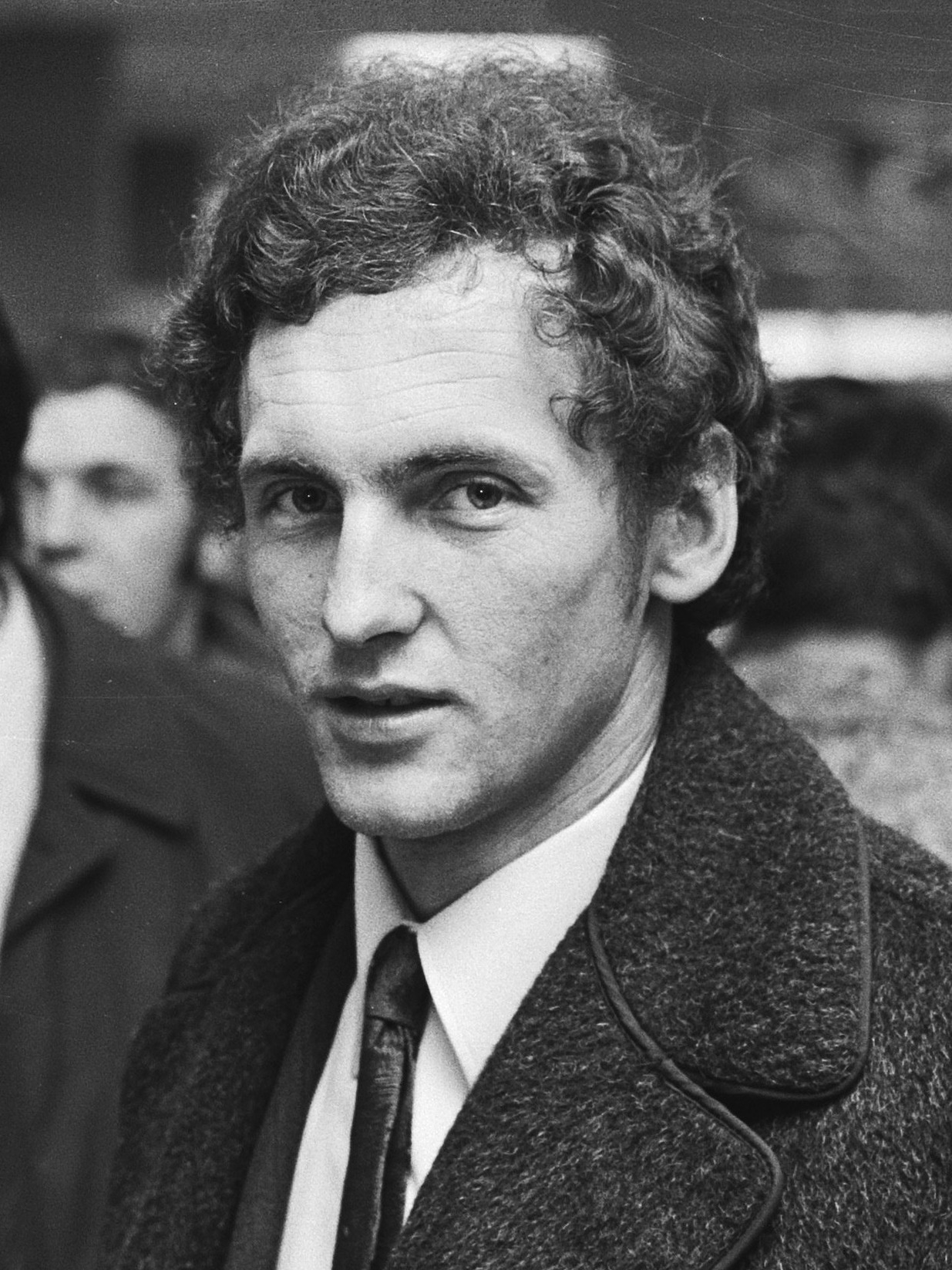
Emerich Dembrovschi jugó con el FCM Bacău.

- Vasile Alexandru
- Florian Ambru
- Ștefan Apostol
- Vasile Ardeleanu
- Sorin Avram
- Eugen Baciu
- Dragu Bădin
- Valentin Bădoi
- Daniel Bogdan
- Radu Ciobanu
- Cristian Ciocoiu
- Corneliu Codreanu
- Narcis Coman
- Mircea Constantinescu
- Andrei Cristea
- Marius Croitoru
- Cătălin Cursaru
- Daniel David
- Emerich Dembrovschi
- Marius Doboș
- Gheorghe Ene
- Florin Ganea
- Dudu Georgescu
- Dorin Goian
- Viorel Ignătescu
- Silviu Iorgulescu
- Vasile Jercălău
- Ionuț Mihălăchioaie
- Lică Movilă
- Vlad Munteanu
- Lică Nunweiller
- Nicolae Oaidă
- Florin Petcu
- Cornel Popa
- Cristian Popovici
- Florin Prunea
- Narcis Răducan
- Răzvan Raț
- Vasile Simionaș
- Vasile Șoiman
- Costel Solomon
- Marian Tănasă
- Ion Țîrcovnicu
- Sorin Trofin
- Alexei Scala
- Iurie Scala

## Entrenadores
- Constantin Teaşcă (1958-1960)
- Andrei Sepci (1961-1962)
- Nicolae Dumitru (1967-1969)
- Valeriu Neagu (1969-1970)
- Gheorghe Constantin (1975-1976)
- Nicolae Dumitru (1976-1978)
- Trăian Ionescu (1978-1980)
- Angelo Niculescu (1980-1981)
- Nicolae Vătafu (1981-1983)
- Nicolae Dumitru (1984-1986)
- Nicolae Vătafu (1986-1989)
- Mircea Nedelcu (1990-1992)
- Sorin Avram (1992)
- Costică Ștefănescu (1992-1993)
- Mircea Nedelcu (1996-1997)
- Mircea Rednic (2001)
- Dumitru Dumitriu (2001-2003)
- Ilie Dumitrescu (2003)
- Ioan Lupescu (2003-2004)
- Cristian Popovici (2004-2008)
- Gheorghe Poenaru (2008-2012)
- Marin Barbu (2012)
- Cristian Popovici (2012)

## Palmarés
Liga I:
- Campeones (0):, mejor puesto: 4.º 1972-73

Liga II:
- Campeones (4): 1955, 1966–67, 1974–75, 1994–95
- Subcampeones (3): 1954, 1957–58, 1964–65

Liga III:
- Campeones (1): 2010–11

Copa de Rumania:
- Campeones (0):
- Subcampeones (1): 1990–91

Cupa Ligii:
- Campeones (1): 1998